# 3144 Броше
3144 Броше (3144 Brosche) — астероїд головного поясу, відкритий 10 жовтня 1931 року.
Тіссеранів параметр щодо Юпітера — 3,611.